# Siergiej Bakulin
Siergiej Wasiljewicz Bakulin (ros. Сергей Васильевич Бакулин, ur. 13 listopada 1986) – rosyjski lekkoatleta specjalizujący się w chodzie sportowym. Uczestnik Letnich Igrzysk Olimpijskich 2012.
W 2006 roku był szósty w pucharze świata oraz zajął piąte miejsce na mistrzostwach Europy (w chodzie na 20 km). Zwyciężył w uniwersjadzie w chodzie na 20 km w roku 2009 ustanawiając rekord uniwersjady. Brązowy medalista mistrzostw Europy w Barcelonie (2010). Złoty medalista mistrzostw Rosji.
Nie znalazł się w reprezentacji kraju i nie wziął udziału w mistrzostwach świata w Moskwie (2013).
W 2011 zdobył złoto w chodzie na 50 km podczas mistrzostw świata w Daegu. 24 marca 2016 anulowano wszystkie jego rezultaty osiągnięte od 25 lutego 2011 do 24 grudnia 2012 i odebrano mu złoty medal światowego czempionatu z powodu wykrycia nieprawidłowości w jego paszporcie biologicznym. W maju 2018 ponownie dopuścił się złamania przepisów antydopingowych, za co ukarany został ośmioletnią dyskwalifikacją, biegnącą od 20 maja 2018 do 2 kwietnia 2027.

## Osiągnięcia
| Rok  | Impreza                           | Miejsce   | Konkurencja   | Lokata     | Wynik   |
| ---- | --------------------------------- | --------- | ------------- | ---------- | ------- |
| 2006 | Puchar świata w chodzie sportowym | A Coruña  | chód na 20 km | 6. miejsce | 1:20:10 |
| 2006 | Mistrzostwa Europy                | Göteborg  | chód na 20 km | 5. miejsce | 1:20:50 |
| 2007 | Młodzieżowe mistrzostwa Europy    | Debreczyn | chód na 20 km | 3. miejsce | 1:23:33 |
| 2009 | Uniwersjada                       | Belgrad   | chód na 20 km | 1. miejsce | 1:20:52 |
| 2009 | Puchar Europy w chodzie sportowym | Metz      | chód na 50 km | 4. miejsce | 3:52:58 |
| 2010 | Puchar świata w chodzie sportowym | Chihuahua | chód na 20 km | 8. miejsce | 1:24:05 |
| 2010 | Mistrzostwa Europy                | Barcelona | chód na 50 km | 3. miejsce | 3:43:26 |
| 2011 | Mistrzostwa świata                | Daegu     | chód na 50 km | 1. miejsce | 3:41:24 |
| 2012 | Puchar świata w chodzie sportowym | Sarańsk   | chód na 50 km | 4. miejsce | 3:46:14 |
| 2012 | Igrzyska olimpijskie              | Londyn    | chód na 50 km | 5. miejsce | 3:38:55 |

## Rekordy życiowe
- Chód na 20 kilometrów – 1:18:18 (2008)
- Chód na 50 kilometrów – 3:43:26 (2010)